# Éric Ress
Éric Ress est un nageur français né le 8 novembre 1990 à Farmington aux États-Unis.
Il est médaillé de bronze sur 200 mètres dos aux Championnats d'Europe juniors de natation 2008, médaillé de bronze sur 4x100 mètres quatre nages à l'Universiade d'été de 2009 et  médaillé d'argent sur 4x200 mètres nage libre aux Jeux méditerranéens de 2013.
Il remporte le titre de champion de France sur 200 mètres dos en 2010 et en 2014.